# You Are in Love
«You Are in Love» (с англ. — «Ты влюблён») — песня, записанная американской певицей Тейлор Свифт, вошедшая в делюкс-версию её пятого студийного альбома 1989, релиз которого состоялся 27 октября 2014 года. Свифт написала и спродюсировала песню вместе с Джеком Антоноффым. Его отношения с актрисой Линой Данэм вдохновили лирику песни.

## Звучание и лирика
«You Are in Love» — это баллада, исполненная повторяющимся синтезаторным риффом, который, по мнению критиков, напоминает музыку Брюса Спрингстина; Дэвид Гринвальт из The Oregonian посчитал, что он перекликается с синтезаторными тонами песни «Streets of Philadelphia» (1993), а Сал Чинквемани из Slant Magazine назвал песню «Secret Garden» (1995) как возможное влияние. Тексты песен, рассказанные с точки зрения женщины, представляют собой образы различных этапов и переживаний плодотворных отношений («светская беседа», «кофе в полночь», «поцелуи на тротуаре»), при этом слова задаются мотивом из четырех нот, который формирует мелодию куплетов. По словам Свифт, вдохновением для написания песни послужили отношения её близких друзей Джека Антоноффа и актрисы Лены Данэм, последняя назвала её своей «свадебной песней».
Говоря о процессе создания «You Are in Love» Свифт отметила, что написание временами казалось ей трудным и скучным. Песня также описывает любовь как нечто, что не обязательно должно быть идеальным. Свифт также сказала, что написала её как комментарий к отношениям Антоноффа и Данэм, уточнив, что в тот период своей жизни она проходила через то же самое. Песня также послужила источником вдохновения для создания видеоклипа на заглавный трек седьмого студийного альбома Свифт «Lover».

## Релиз
Песня «You Are in Love» изначально была включена в делюкс-издание альбома 1989, которое было выпущено исключительно для магазинов сети Target в США. 17 февраля 2015 года Свифт объявила, что она поочерёдно выпустит все три бонус-трека на ITunes в качестве промосинглов. Релиз песни состоялся 24 февраля 2015 года на лейбле Big Machine.
После конфликта с Big Machine Records в 2019 году по поводу прав на мастер-записи её первых шести студийных альбомов, включая альбом 1989, Свифт объявила о намерении перезаписать каждый из этих альбомов. «You Are in Love (Taylor’s Version)» была выпущена 27 октября 2023 года в составе перезаписи пятого студийного альбома певицы 1989 (Taylor’s Version).

## Отзывы критиков
Песня получила в целом положительные отзывы от музыкальных критиков. Ханна Яшарофф и Дэвид Оливер, писавшие для USA Today, высоко оценили две строчки из песни: «Теперь вы понимаете, почему они сходили с ума и вели войны / И почему я всю свою жизнь пыталась выразить это через слова», далее уточняя, что она «вкладывает в слова конкретные и универсальные чувства», и это у Свифт «получается лучше всего». Эшли Ясимоне из Billboard сравнила эту песню с другой композицией Свифт «The Lakes», уточнив, что обе песни изображают «любовь, красивую, как картинка, такую, в которой нет места шуму внешнего мира». Алекс Берри из Clash восхищался песней как «неземной, нежной балладой». Грейс Вениайнен из Bustle похвалила её как «скрытую жемчужину среди драгоценностей», уточнив, что это «не просто великолепная песня, а удобная капсула времени для личной и профессиональной жизни Свифт». Нейт Джонс из Vulture похвалил песню за простоту, сдержанный вокал и продакшн. Крис Уиллман из Variety счёл этот трек «приятным свидетельством стремления к любви через прокси-страсти друзей». Амара Соросиак из American Songwriter поставила её на восьмое место в списке «10 лучших песен Тейлор Свифт о любви», высоко оценив «её непринуждённое и атмосферное поп-мастерство».

## Чарты

### «You Are in Love» (2014)
| Чарты (2014)                        | Высшая позиция |
| ----------------------------------- | -------------- |
| Канада (Billboard Canadian Hot 100) | 99             |
| США (Billboard Hot 100)             | 83             |

### «You Are in Love (Taylor’s Version)» (2023)
| Чарты (2023)                        | Высшая позиция |
| ----------------------------------- | -------------- |
| Канада (Billboard Canadian Hot 100) | 42             |
| Мир (Billboard Global 200)          | 38             |
| Новая Зеландия (Recorded Music NZ)  | 38             |
| США (Billboard Hot 100)             | 43             |

## Сертификации
| Регион                                                                      | Сертификация | Продажи |
| --------------------------------------------------------------------------- | ------------ | ------- |
| Австралия (ARIA)                                                            | Золотой      | 35 000  |
| Данные о продажах + прослушиваниях приведены только на основе сертификации. |              |         |

## «You Are in Love (Taylor’s Version)»
You Are in Love (Taylor’s Version) («Ты влюблён (Версия Тейлор)») — перезаписанная версия «You Are in Love», вышедшая 27 октября 2023 года в составе 1989 (Taylor’s Version) на лейбле Republic Records.